# ستريتلي (بيدفوردشير)
ستريتلي (بالإنجليزية: Streatley, Bedfordshire)‏ هي قرية و أبرشية مدنية تقع في المملكة المتحدة في إنجلترا. يقدر عدد سكانها بـ 1,707 نسمة .